# Njemačka u Prvom svjetskom ratu
Njemačka u Prvom svjetskom ratu bila je jedna od središnjih snaga koje su izgubile rat. 
Njemačka je počela sudjelovati u sukobu nakon što je njezina saveznica Austro-Ugarska proglasila rat protiv Srbije. Njemačke snage borile su se sa saveznicima na istočnoj i zapadnoj fronti, iako je njemački teritorij ostao relativno siguran od invazije većinu rata, osim kratkog razdoblja 1914. kada je napadnuta Istočna Pruska. Zbog čvrste blokade koju je nametnula britanska kraljevska mornarica bile su ozbiljne nestašice hrane u njemačkim gradovima, posebno zimi 1916. – 1917., poznata kao »zimska kornjača«. Na kraju rata, njemački poraz i široko rasprostranjeno nezadovoljstvo potaknuli su Njemačku revoluciju 1918. – 1919., koji je uništila monarhiju i utemeljila Weimarsku Republiku.
Njemačko stanovništvo reagiralo je na izbijanje rata 1914. godine sa složenom mješavinom emocija, na sličan način kao i stanovništvo u drugim zemljama Europe. Njemačka vlada vidjela je rat kao način za okončanje njemačkih sporova s konkurentnim zemljama Francuske, Rusije i V. Britanije. Početak rata predstavljen je u Njemačkoj kao prilika da naciji osigura "svoje mjesto pod suncem", kako je to rekao ministar vanjskih poslova Bernhard von Bülow, koji je lako podržao prevladavajući nacionalizam među javnošću. Car se nadao, da će rat ujediniti javnost i monarhiju te smanjiti prijetnju koju je predstavio dramatični rast Socijaldemokratske partije Njemačke, koja je bila najglasniji kritičar cara u Reichstagu prije rata. Unatoč članstvu u Drugoj internacionali, Socijaldemokratska stranka Njemačke prekinula je svoje sukobe s carskom vladom i odustala od svojih načela internacionalizma kako bi podržala ratne napore.
Uskoro je postalo jasno, da Njemačka nije bila spremna za rat koji traje više od nekoliko mjeseci. U početku, malo je učinjeno kako bi se gospodarstvo reguliralo za vrijeme ratnog stanja, a njemačko ratno gospodarstvo ostat će loše organizirano tijekom rata. Njemačka je ovisila o uvozu hrane i sirovina koje je zaustavila britanska pomorska blokada Njemačke. Cijene hrane bile su prvo ograničene, a zatim je uvedena racionalizacija. Godine 1915. u tzv. »Schweinemordu« zaklano je pet milijuna svinja kako bi se osigurala hrana. Zima 1916./'17 zvala se "zimska kornjača" jer je žetva krumpira bila siromašna i ljudi su jeli hranu za životinje. Tijekom rata od kolovoza 1914. do sredine 1919. godine, umrlo je zbog neishranjenosti i visokih stope iscrpljenosti, bolesti i očaja oko 474,000 njemačkih civila.